# SAGEM myX-7
MyX-7 – telefon komórkowy marki SAGEM. Zasilany jest baterią Li-Ion o pojemności 1000 mAh. Posiada aparat cyfrowy.

## Funkcje
- IrDA
- CSD
- GPRS Class 10
- WAP 2.0
- Java 2.0
- dzwonki polifoniczne
- wiadomości SMS (T9)/EMS/MMS
- Alarm wibracyjny
- Inne: kalendarz, zegarek, budzik, stoper, minutnik, dyktafon, system głośnomówiący